# Kościół Podwyższenia Krzyża Świętego w Starej Łubiance
Kościół Podwyższenia Krzyża Świętego w Starej Łubiance – rzymskokatolicki kościół parafialny należący do parafii pod tym samym wezwaniem (dekanat Wałcz diecezji koszalińsko-kołobrzeskiej).
Jest to świątynia zbudowana w latach 1854-55, na planie prostokąta z wysoką wieżą od strony zachodniej zwieńczoną iglicowym dachem hełmowym, od strony wschodniej umieszczone jest trójbocznie zamknięte prezbiterium, elewacje są wykonane z cegły. Budowla zachowała się w dobrym stanie. Wyremontowana została 
pod koniec lat 90. XX wieku. Jest własnością kościoła.
Do rejestru zabytków wpisane są elementy wyposażenia świątyni z XIX wieku: ołtarz główny, dwa ołtarze boczne, ambona, organy, rzeźba św. Floriana.